# Държавен архив – Добрич
Държавен архив – Добрич е отдел в дирекция „Регионален държавен архив“ – Варна.

## Дейност
В него се осъществява подбор, комплектуване, регистриране, обработване, съхраняване и предоставяне за използване на определените за постоянно запазване документи на областната администрация, на общините на територията на Добричка област, на териториалните структури на държавните органи и на други държавни и общински институции, организации и значими личности от местно значение, както и научно-методическото ръководство и контрол на организацията на работата с документите в деловодствата и учрежденските архиви, тяхното опазване и използване.
Към архива функционират читалня и библиотека. В научно-справочната библиотека са заведени 3570 тома специализирана литература по история, архивистика и други области на науката, речници, енциклопедии, справочници, пътеводители, каталози, документални сборници, периодични издания.

## История
Архивът е създаден на 4 март 1960 г. като отдел на Окръжно управление на Министерство на вътрешните работи – Толбухин в резултат от административно-териториалната реформа през 1959 г. От 1961 г. е на административно подчинение на Окръжен народен съвет Толбухин, след 1987 г.след създаването на областите в Народна република България от 1988 г. е в структурата на Община Толбухин, област Варненска, след преименуването на града през декември 1989 г. на Добрич остава част от Добричка община. През 1992 г. преминава на пряко административно подчинение на Главно управление на архивите при Министерски съвет. От 1978 г. получава статут на дирекция, а през 2010 г. е преструктуриран в отдел. От 1992 г. архивът се помещава в сграда в централната част на Добрич, в която е и Общински младежки център „Захари Стоянов“.

## Фонд
Първите постъпления от 82 фонда са предадени от Държавен архив – Варна, комплектувани преди промяната на административно-териториалното деление на страната през 1959 г. и създаването на архива в Добрич. През 1993 г. е приет фондовият масив на Окръжния комитет на Българска комунистическа партия, възлизащ на 48 фонда, с 3163 архивни единици, 890 спомена, 438 частични постъпления, 131 архивни единици със снимки.
Общата фондова наличност на архива към 1 януари 2017 г. възлиза на 1921,89 линейни метра с 2038 архивни фонда (1902 учрежденски и 136 лични) и общ брой 240 247 архивни единици, 1310 частични постъпления и 882 спомена. Застрахователният фонд се състои от 793 793 кадъра.

## Ръководители
През годините ръководители на архива са:
- Мария Михова Паскалева (1960)
- Стоян Георгиев Серафимов (1960 – 1963)
- Мария Михова Паскалева (1963 – 1970)
- Вълко Колев Калчев (1971 – 1992)
- Кирил Димитров Радев (1992 – 2010)
- Деляна Фудулова (2010 – )

## Отличия и награди
Архивът е награждаван с:
- Грамоти от Главно управление на архивите при Министерски съвет през 1980, 1983 и 1984 г.;
- Орден „Кирил и Методий“ ІІ степен „за активна народополезна, идейно-възпитателна и културно-просветна дейност“ през 1985 г.;
- Почетен знак на град Добрич от Община Добрич за 35-годишнината на архива през 1995 г.;
- Диплом и почетен знак на град Добрич за успехи в областта на духовната култура през 1997 г.